# Walter Calverley (1er baronnet)
Walter Calverley, 1er baronnet (1670 - 15 octobre 1749) est un aristocrate anglais.

## Biographie
Il est le fils unique de Walter Calverley, de Calverley, dans le Yorkshire, et de Frances Thompson, fille et héritière de Henry Thompson, de Esholt, dans le Yorkshire. Il est baptisé le 16 janvier 1670 à Calverley et inscrit au Queen's College d'Oxford le 30 juin 1687, à l'âge de 17 ans.
Il épouse Julia Blackett, fille aînée de William Blackett (1er baronnet) le 7 janvier 1707 à Newcastle. Vers 1709, il achève la construction d'une nouvelle maison à Esholt Hall, Esholt.
Il est créé baronnet le 11 décembre 1711. Sa femme est décédée le 17 septembre 1736 et il meurt le 15 octobre 1749 à l'âge de 79 ans et est enterré à Calverley. Son fils Walter lui succède.